# Црква Светог арханђела Михаила у Кањижи
Црква Светог арханђела Михаила у Кањижи, саграђена је 1851. године и значајан је споменик културе.

## Историјат
Црква се налази на месту на којем је и до тада постојао храм под истим називом, саграђен 1775. године. Током Српске буне из 1848. године, овај храм је до темеља изгорео. 1851. године, саграђена је нова црква. Из старе цркве сачуване су четири иконе, дела Теодора Илића Чешљара. Храм је први пут обновљен 1923. године, када је и троносан од стране Епископа бачког Иринеја Ћирића. Иконостас је осликан између 1859. и 1862. године. Осликавање је поверено Павлу Симићу, једним од првих представника романтичног сликарства у Србији.